# アイアンコマンドー 鋼鉄の戦士
『アイアンコマンドー 鋼鉄の戦士』（あいあんこまんどー こうてつのせんし）は、1995年2月10日にポッポから発売されたスーパーファミコン用ベルトスクロールアクションゲーム。
2人の主人公から1人を選び、敵を倒しながら進んでいく。素手での格闘に加えて、ショットガンやマシンガンなどの重火器を使い捨てながら戦っていくことが特徴。
開発はフランスのArcade Zoneが行った。主要なスタッフは2人だけである。

## 概要
傭兵である主人公を使用し、テロリスト集団『G.H.O.S.T.』の野望を阻止するために戦うベルトスクロールアクション。
フランス製のゲームでありながら、ヨーロッパはおろか本国でも発売されず、日本でごく少数が販売されたのみのため、知名度は著しく低い。しかし、アメリカンコミックスのようなグラフィックと、ステージを進むにつれてSF要素が強くなり、ミュータントや巨大なロボットが登場するB級映画のような展開、当時は珍しかった本格的なハードロック/ヘヴィメタルを意識したハイテンションな音楽が評価され、現在ではプレミアゲームとして知られる。定価9,800円のところ、2021年時点では箱付きで5万円以上、カセットのみで1万円前後で取引されている。
2017年8月、本ゲームの版権を所持するPIKO INTERACTIVE LCC（英語版）の許諾を得て、BLAZEPRO社よりSFC/SFC互換機用ソフトとして再発売されることが発表された。
その後、コロンバスサークルを販売代理店として、2017年11月30日に再発売された。再販版はスーパーファミコンの製造元の任天堂のライセンス商品ではなく、正規のカートリッジとは異なる黒いクリアカートリッジが採用されている。
2023年6月15日よりQUByte Interactiveより配信されたNintendo Switch、PlayStation 4、Xbox One用ソフト『Beat 'Em Up Archives (QUByte Classics)』にも収録されている。

## ストーリー
災いは一つの隕石からはじまった。20XX年、地球に隕石が邪悪と共に激突した。調査の結果、隕石には放射能がふくまれており、危険を感じた科学者たちはそれを破壊する事を決意した。
しかし、テロリスト集団『G.H.O.S.T.』がその隕石を利用し、世界を闇に陥れようととして動き出した。アイアンコマンドーの任務は『G.H.O.S.T.』を食い止めることが目的である。

## キャラクター
ジャック
重戦車のような鋼の肉体で強力な銃器を軽々と扱うプロフェッショナルソルジャー。銃器の扱いに長けている。
モデルはシルヴェスター・スタローン。
チャン・リー
しなやかな体から繰り出される必殺の技で敵を仕留めるカンフー使い。近接格闘術に長ける。

## サウンドトラック
- アイアンコマンドー 鋼鉄の戦士 オリジナル・サウンドトラック（2021年12月15日/CASSETRON/規格番号CTN-001）

CASSETRONレーベル第１弾として発売された。全16曲を収録。開発者であり、音楽も担当したCarlo Percontiのインタビューが掲載され「なぜ日本でしか発売されなかったのか」などの質問に答えている。
このサウンドトラックも日本でのみの発売となっている。